# Мік Малвейні
Джон Майкл «Мік» Малвейні (англ. John Michael "Mick" Mulvaney; нар. 21 липня 1967, Александрія, Вірджинія) — американський політик-республіканець, директор Офісу менеджменту та бюджету США з 16 лютого 2017 р. до 31 березня 2020 року, голова адміністрації Білого дому з 2 лютого 2019 до 31 березня 2020. З 2011 до 2017 р. Малвейні представляв 5-й виборчій округ штату Південна Кароліна у Палаті представників США.

## Біографія
1989 р. закінчив Джорджтаунський університет, де вивчав міжнародну економіку, торгівлю і фінансову політику. 1992 р. він також отримав ступінь доктора права в Університеті Північної Кароліни в Чапел-Гілл. З 2007 до 2009 рр. входив до Палати представників Південної Кароліни, з 2009 до 2011 р. був членом Сенату штату.
Одружений, має трьох дітей.